# Liste von Schriftstellern der australischen Literatur und der Aborigine-Literatur
Dies ist eine Liste von Schriftstellern der australischen Literatur und der Aborigine-Literatur. Die alphabetische Übersicht ist weit gefasst.

## Kurzeinführung
Neben Schriftstellern europäischer Herkunft, insbesondere anglo-australischen Schriftstellern, haben sich zahlreiche australische Ureinwohner (Aborigines) durch ihre Beiträge zur australischen Literatur und zum Journalismus einen Namen gemacht. Die Literatur umfasst ein breites Spektrum von Belletristik und Sachbüchern: sie umfasst Theaterstücke, Briefe, Essays und andere Werke. Ein frühes Beispiel ist Bennelongs Brief.
Einen umfassenden Einblick in die Kultur und Erfahrung liefern neuerdings breit angelegte anthologische Werke wie die für die alphabetische Übersicht schwerpunktmäßig mit herangezogenen Macquarie PEN Anthology of Aboriginal Literature und Macquarie PEN Anthology of Aboriginal Literature mit einer Sammlung von Werken einiger der größten australischen Schriftsteller, worin ein reichhaltiges Panorama von über zweihundert Jahren Kultur, Geschichte und Leben geboten werden.

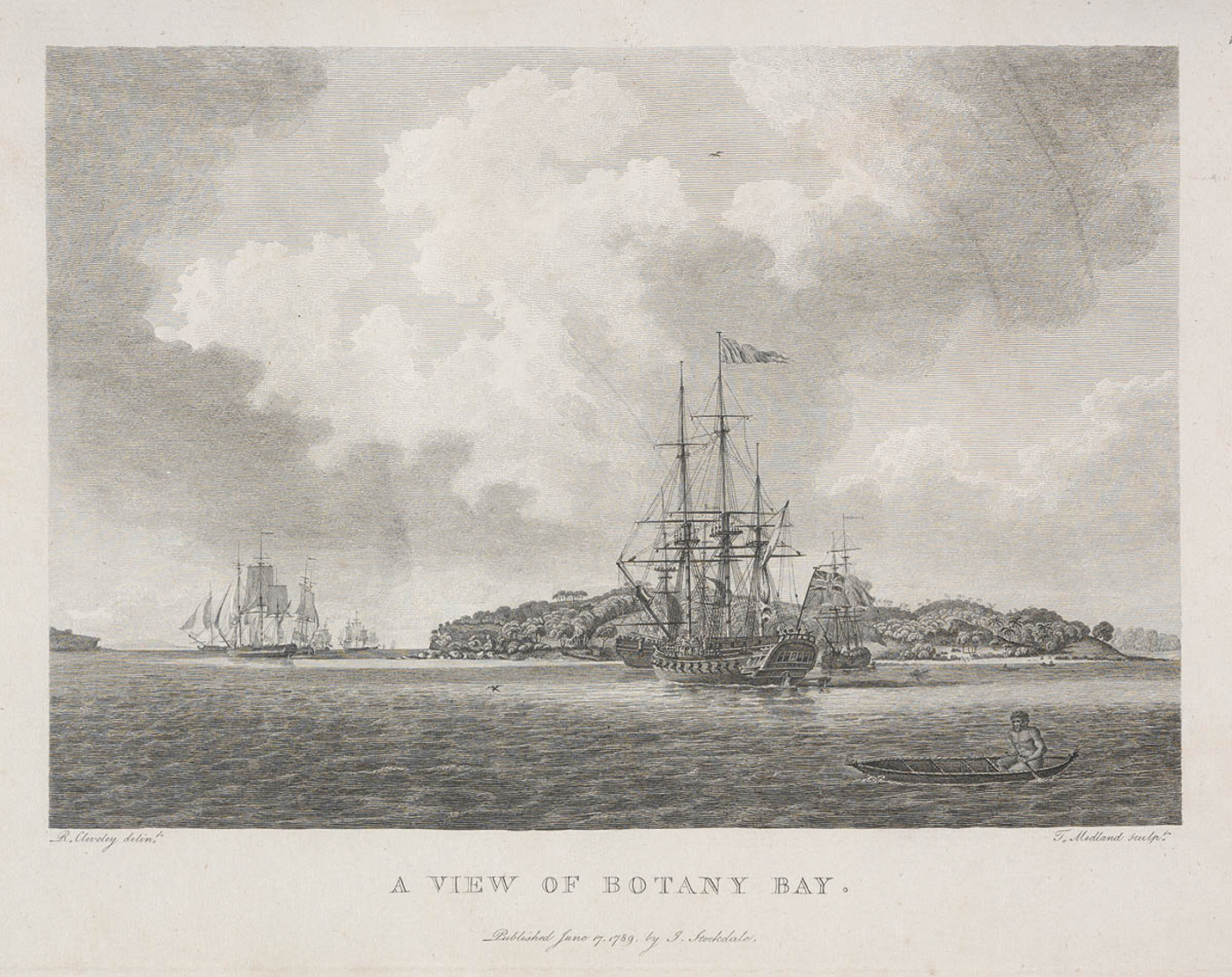
Die in die Botany Bay einlaufende Flotte, ein Stich aus dem veröffentlichten Tagebuch von Arthur Phillip

Wichtige literarische Werke stammen beispielsweise von Autoren wie Bennelong, William Barak, David Unaipon, Pearl Gibbs, Oodgeroo Noonuccal, Charles Perkins, Jack Davis, Kevin Gilbert, Lionel Fogarty, Ruby Langford Ginibi, Bob Randall, Jimmy Chi, Patrick Dodson, Marcia Langton, Jackie Huggins, Lisa Bellear, Alexis Wright, Kim Scott, Noel Pearson, Larissa Behrendt, Tony Birch, Tara June Winch und vielen anderen.
Auf die Zerstörung der Kultur der Aborigines begann ab 1970 z. B. der serbisch-australische Schriftsteller B. Wongar aufmerksam zu machen (Atom-Trilogie).
Die folgende alphabetische Übersicht erhebt keinen Anspruch auf Aktualität oder Vollständigkeit. Angegeben werden Personennamen (soweit bekannt), Lebensdaten und repräsentative Werke (in Auswahl):

## Übersicht
Hauptquellen: The Macquarie PEN Anthology of Australian Literature  und Macquarie PEN Anthology of Aboriginal Literature. Siehe auch Indigenous Australian literature und List of Indigenous Australian writers.

### A

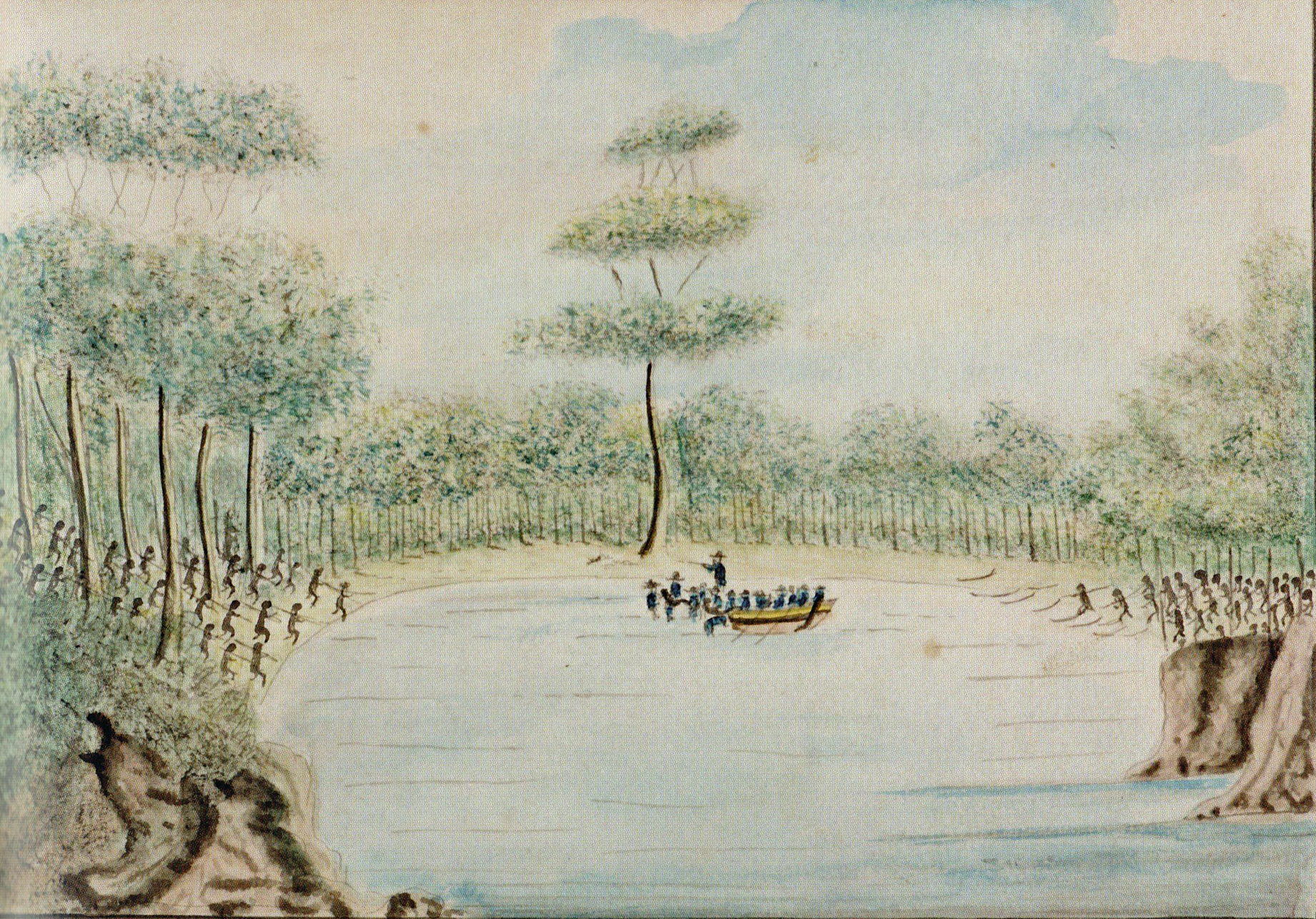
Gefangennahme von Colebee und Bennelong am 25. November 1789 durch William Bradley auf Anordnung von Gouverneur Arthur Phillip

- Mena Abdullah (* 1930) und Ray Mathew (1929–2002): The Dragon of Kashmir
- Robert Adamson (* 1943): Sonnets to be Written from Prison; My Granny; Songs for Juno; The Greenshank; Thinking of Eurydice at Midnight
- Adam Aitken (* 1960): Post-colonial; Changi
- Jordie Albiston (* 1961): The Fall
- Jessica Anderson (1916–2010): Tirra Lirra by the River
- Barry Andrews (1943–1987): Lap, Phar
- Anonymus: A Swan River Eclogue
- Anonymus: Jim Jones at Botany Bay
- Anonymus: Moreton Bay
- Anonymus: The Eumerella Shore
- Anonymus: The Native’s Lament
- Anonymus: The Wild Colonial Boy
- Venero Armanno (* 1959): The Volcano
- Walter George Arthur (≈1820–1861): Letter to Colonial Secretary, Van Diemen’s Land
- Thea Astley (1925–2004): It’s Raining in Mango
- Mary Ann Arthur (≈1819–1871): Letter to Colonial Secretary, Van Diemen’s Land
- Louisa Atkinson (1834–1872): Cabbage-Tree Hollow, and the Valley of the Grose

### B

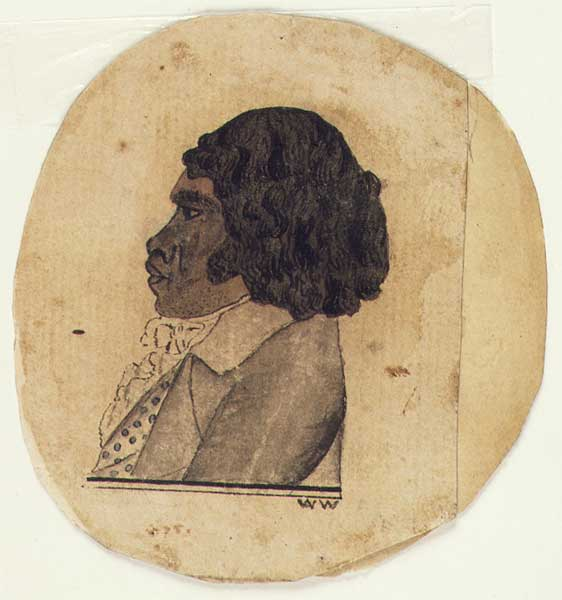
Porträt, von dem man annimmt, dass es Bennelong darstellt.

- Murray Bail (* 1941): Life of the Party
- E. J. Banfield (1852–1923): The Confessions of a Beachcomber
- Marjorie Barnard (1897–1987): Australian Literature; The Persimmon Tree
- William Barak (≈1824–1903): Letter to the Editor by the Coranderrk Aborigines
- Barbara Baynton (1857–1929): The Chosen Vessel
- C. E. W. Bean (1879–1968): On the Wool Track
- Bruce Beaver (1928–2004): Letters to Live Poets (parts I and VI)
- Larissa Behrendt (* 1969): From Home
- Lisa Bellear (1961–2006): Women’s Liberation; Woman of the Dreaming; Urbanised Reebocks; Taxi
- Bennelong (≈1764–1813): Letter to Mr Philips, Lord Sydney’s Steward
- Judith Beveridge (* 1956): Yachts; How to Love Bats; The Saffron Picker
- Fred Biggs (≈1875–1961) und Roland Robinson (1912–1992): The Star-Tribes
- Tony Birch (* 1957): The True History of Beruk
- Geoffrey Blainey (* 1930): The Rush that Never Ended
- Barcroft Boake (1866–1892): Where the Dead Men Lie
- Rolf Boldrewood (1826–1915): Robbery Under Arms
- Ken Bolton (* 1949): Paris to Pam Brown
- Gerry Bostock (* 1942): Here Comes the Nigger
- A. J. Boyd (1842–1928): The Shepherd
- Martin Boyd (1893–1972): Outbreak of Love
- Kitty Brangy (≈1859–1918): Letter to Edith Brangy
- Christopher Brennan (1870–1932): ‘She is the night: all horror is of her’; ‘Fire in the heavens, and fire along the hills’; ‘O desolate eves along the way, how oft’; ‘The land I came thro’ last was dumb with night’
- John Le Gay Brereton (1871–1933): ANZAC; Transports
- Kevin Brophy (* 1949): Box
- Eliza Brown (1810–1896): Letter to Her Father
- Pam Brown (* 1948): At the Wall
- Thomas Brune (≈1823–1841): The Aboriginal or Flinders Island Chronicle; The Flinders Island Weekly Chronicle; Weekly Chronicle
- Vincent Buckley (1925–1988): Golden Builders (part I)
- John Muk Muk Burke (* 1946): A Poem for Gran
- Burnum Burnum (1936–1997): The Burnum Burnum Declaration

### C
- Ada Cambridge (1844–1926): Seeking; An Answer; The Wind of Destiny
- Bessie Cameron (≈1851–1895): Letter to the Editor
- David Campbell (1915–1979): Men in Green; Winter; Kelly Country; The Australian Dream
- Peter Carey (* 1943): American Dreams; True History of the Kelly Gang
- Caroline Carleton (≈1820–1874): The Song of Australia
- Kev Carmody (* 1946): Little Things Big Things Grow
- Brian Castro (* 1950): Shanghai Dancing
- Nick Cave (* 1957): Opium Tea
- George Chanson (1835–1898): Stringy Bark and Green Hide
- Jimmy Chi (1948–2017): From Bran Nue Dae
- Ellen Clacy (≈1820–?): A Lady’s Visit to the Gold Diggings of Australia in 1852–1853
- Monica Clare (1924–1973): Karobran
- Manning Clark (1915–1991): A History of Australia
- Marcus Clarke (1846–1881): His Natural Life; Nasturtium Villas; Preface to Adam Lindsay Gordon’s Sea Spray and Smoke Drift
- John Clarke (1948–2017): Muse of Bauxite; A Child’s Christmas in Warrnambool
- Inga Clendinnen (1934–2016): Tiger’s Eye
  - Vivienne Cleven (* 1968): From Bitin' Back
- Charmian Clift (1923–1969): Images in Aspic
- Chi Vu (* 1973): Vietnam: A psychic guide
- J. M. Coetzee (* 1940): Elizabeth Costello
- Jill Ker Conway (1934–2018): The Road from Coorain
- William Cooper (≈1861–1941): Petition to the King
- Dymphna Cusack (1902–1981) und Florence James (1902–1993): Come in Spinner

### D

Jack Davis

- Vicotr Daley (≈1858–1905): Correggio Jones
- Robin Dalton (1920–2022): Aunts Up the Cross
- Eleanor Dark (1901–1985): The Timeless Land
- Jack Davis (1917–2000): The First-born; The Black Tracker; Warru; Integration; Walker
- Luke Davies (* 1962): Totem Poem (lines 1–245)
- Bruce Dawe (* 1930): A Victorian Hangman Tells His Love; Homecoming; And a Good Friday Was Had by All
- Sarah Day (* 1958): Quickening; Take Heart
- D. H. Deniehy (1828–1865): Speech on Mr Wentworth’s Constitutional Bill
- C. J. Dennis (1876–1938): The Songs of a Sentimental Bloke
- Robert Dessaix (* 1944): A Mother’s Disgrace
- Jean Devanny (1894–1962): Sugar Heaven
- Greame Dixon (* 1955): Six Feet of Land Rights; Holocaust Island
- Rosemary Dobson (* 1920): Child With a Cockatoo; Over the Frontier; The Almond-tree in the King James Version; Who?; Reading Aloud
- Mick Dodson (* 1950): We All Bear the Cost if Apology is Not Paid
- Patrick Dodson (* 1948): Welcome Speech to Conference on the Position of Indigenous People in National Constitutions
- Michael Dransfield (1948–1973): Pas de Deux for Lovers; Fix; Flying
- Robert Drewe (* 1943): The Shark Net
- Laurie Duggan (* 1949): From The Ash Range; From The Epigrams of Martial; Drinking Socially; Air Time
- Eliza Dunlop (1796–1880) The Aboriginal Mother (from Myall’s Creek)

### E
- Stephen Edgar (* 1951): All Will be Revealed; Sun Pictorial
- M. Barnard Eldershaw (1897–1987 Marjorie Barnard; 1897–1956 Flora Eldershaw): Tomorrow and Tomorrow and Tomorrow
- Wesley Enoch (* 1969): From Black Medea
- Louis Esson (1878–1943): The Time is Not Yet Ripe
- Jim everett (* 1942): planegarrartoothenar

### F

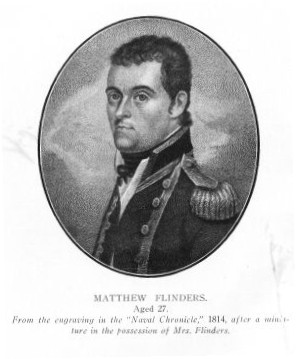
Matthew Flinders

- Albert Facey (1894–1982): A Fortunate Life
- Delia Falconer (* 1966): Republic of Love
- Beverley Farmer (* 1941): Ismini
- William Ferguson (1882–1950) und John Patten (1905–1957): Aborigines Claim Citizen Rights!
- Barron Field (1786–1846): The Kangaroo
- Robert D. Fitzgerald (1902–1987): The Wind at Your Door
- Richard Flanagan (* 1961): The Sound of One Hand Clapping
- Matthew Flinders (1774–1814): A Voyage to Terra Australis
- Lionel Fogarty (* 1958): Shields Strong, Nulla Nullas Alive; Decorative Rasp, Weaved Roots; Ecology; For I Come—Death in Custody; Kath Walker; ‘Dulpai—Ila Ngari Kim Mo-Man’; Alcheringa
- Mary Hannay Foott (1846–1918): Where the Pelican Builds
- John Forbes (1950–1998): To the Bobbydazzlers; Stalin’s Holidays; Ode/‘Goodbye Memory’; Speed, a Pastoral; Love Poem; Anzac Day
- David Foster (* 1944): The Glade Within the Grove
- Frank the Poet (≈ 1810–1861): A Convict’s Tour to Hell
- Richard Frankland (* 1963): Two World One
- Miles Franklin (1879–1954): My Brilliant Career; Letter to Katharine Susannah Prichard
- Donald Friend (1914–1989): The Diaries of Donald Friend
- Mary E. Fullerton (1868–1946): War Time
- Joseph Furphy (1843–1912): Such is Life

### G
- Galarrwuy Yunupingu (1948–2023): Barunga Statement
- Helen Garner (* 1942): From The Children’s Bach; The Life of Art; At the Morgue
- Pearl Gibbs (1901–1983): Radio Broadcast
- Ernest Giles (1835–1897): Australia Twice Traversed
- Kevin Gilbert (1933–1993): People Are Legends; From The Cherry Pickers; Redfern; Me and Jackomari Talkin’ About Land Rights; Tree; Speech at the Aboriginal Tent Embassy, Canberra; Song of Dreamtime
- Mary Gilmore (1865–1962): Eve-Song; The Measure; Old Botany Bay; Australia; Fourteen Men
- Ruby Langford Ginibi (1934–2011): Don’t Take Your Love to Town
- Peter Goldsworthy (* 1951): The Kiss; Australia
- Adam Lindsay Gordon (1833–1870): The Sick Stockrider
- Alan Gould (* 1949): Rain Governs the Small Hours
- Michael Gow (* 1955): Away
- Robert Gray (* 1945): Diptych
- Germaine Greer (* 1939): Daddy, We Hardly Knew You
- Kate Grenville (* 1950): Lilian’s Story

### H
- Stephen Hagan (* 1959): From The N Word

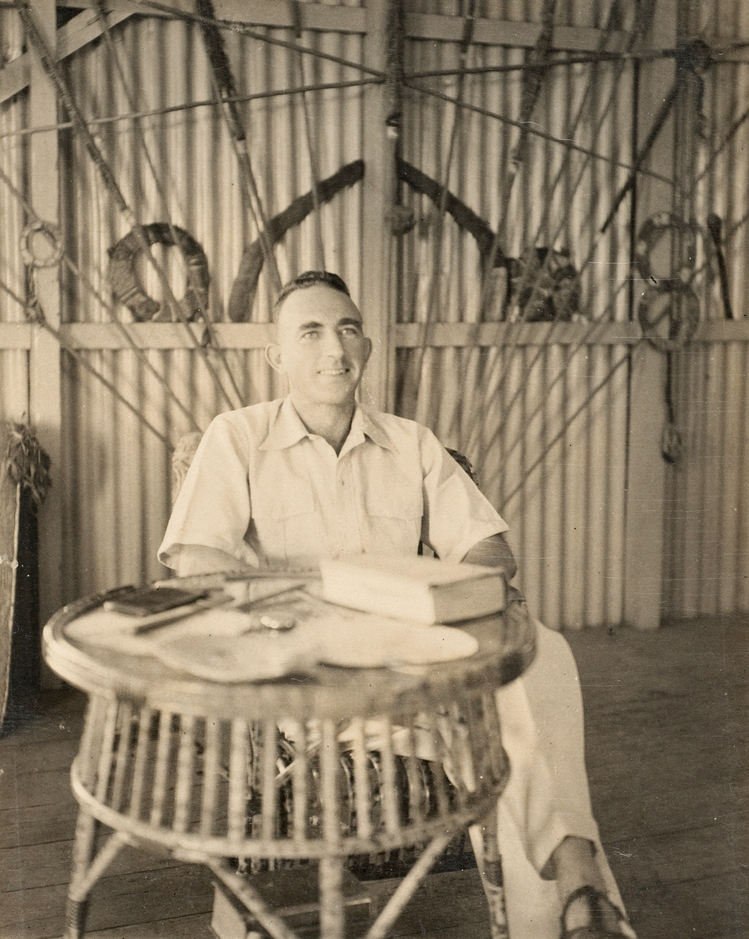
Xavier Herbert

- Rodney Hall (* 1935): Just Relations; Missing Person
- Barbara Hanrahan (1939–1991): Tottie Tippett
- J. M. Harcourt (1902–1971): Upsurge
- Lesbia Harford (1891–1927): In the Public Library; ‘My heart is a pomegranate full of sweet fancies’; Machinist’s Song; Grotesque
- Charles Harpur (1813–1868): The Beautiful Squatter; A Mid-Summer Noon in the Australian Forest; A Confession; The Consummation
- J. S. Harry (* 1939): Journeys West of ‘War’
- Kevin Hart (* 1954): Facing the Pacific at Night; The Calm
- P. J. Hartigan (1878–1952): Said Hanrahan
- Gwen Harwood (1920–1995): Father and Child (part I); Matinee; Carnal Knowledge II; Andante; Dialogue; Mother Who Gave Me Life; Bone Scan; The Sick Philosopher; Letter to Tony Riddell
- Norman Harris (≈1898–1968): Letter to Jim Bassett
- Sonya Hartnett (* 1968): Of a Boy
- Xavier Herbert (1901–1984): Capricornia
- Dorothy Hewett (1923–2002): Clancy and Dooley and Don McLeod; Grave Fairytale; Living Dangerously; From The Man from Mukinupin; From Wild Card
- Barry Hill (* 1943): Lizards
- Philip Hodgins (1959–1995): A Palinode; Shooting the Dogs; Strathbogie Ranges 1965; Cytotoxic Rigor
- A. D. Hope (1907–2000): Australia; Ascent into Hell; The Death of the Bird; Crossing the Frontier; Inscription for a War; The Mayan Books
- Donald Horne (1921–2005): The Education of Young Donald
- Barry Humphries (1934–2023): Maroan; Edna’s Hymn; Letter to Richard Allen; More Please
- Rita Huggins (1921–1996) und Jackie Huggins (* 1956): Auntie Rita
- Robert Hughes (* 1938): Culture of Complaint

### I
- K. S. Inglis (* 1929): Sacred Places

### J
- Clive James (* 1939): Unreliable Memoirs
- Terri Janke (* 1966): Exotica
- George Johnston (1912–1970): My Brother Jack
- Martin Johnston (1947–1990): The Sea-Cucumber; ‘The typewriter, considered as a bee-trap’
- Elizabeth Jolley (1923–2007): Night Runner
- Gail Jones (* 1955): Modernity
- Jill Jones (* 1951): The Night Before Your Return

### K
- Ricketty Kate (1898–1971): Via the Bridge
- Paul Keating (* 1944): The Ghost of the Swagman
- Ned Kelly (1855–1880): The Jerilderie Letter
- Thomas Keneally (* 1935): Bring Larks and Heroes; Schindler’s Ark
- Henry Kendall (1839–1882): Bell-birds; The Late Mr A.L. Gordon: In Memoriam
- John Kinsella (* 1963): The Vital Waters; Map: Land Subjected to Inundation
- Christopher Koch (1932–2013): The Year of Living Dangerously
- Michelle de Kretser (* 1957): The Hamilton Case

### L
- Eve Langley (1904–1974): Native-born; The Pea Pickers
- Marcia Langton (* 1951): ‘Well, I Heard It on the Radio and I Saw It on the Television ...’
- Kenny Laughton (* 1950): The Tunnel Rats of Phuoc Tuy
- Ray Lawler (* 1921): Summer of the Seventeenth Doll
- Anthony Lawrence (* 1957): The Language of Bleak Averages; A Profile of the Dead
- Henry Lawson: (1867–1922): Faces in the Street: The Drover’s Wife; The Union Buries Its Dead; In a Dry Season
- Louisa Lawson (1848–1920): That Nonsensical Idea
- Geoffrey Lehmann (* 1940): Thirteen Long-Playing Haiku
- Jessie Lennon (≈1925–2000): And I Always Been Moving!
- Michael Leunig (* 1945): One of the Preambles; The Life Cycle of the Supermarket Trolley; How Democracy Actually Works
- Emma Lew (* 1962): Marshes; Nettle Song
- Norman Lindsay (1879–1969): The Magic Pudding
- Vincent Lingiari (1919–1988): Gurindji Petition to Lord Casey, Governor General
- Mary Rose Liverani (* 1939): The Winter Sparrows
- Amanda Lohrey (* 1947): Camille’s Bread
- Lennie Lower (1903–1947): Where the Cooler Bars Grow
- Les Murray (1938–2019): Rainwater Tank; The Quality of Sprawl; Second Essay on Interest: The Emu; Bats’ Ultrasound; Hearing Impairment; Poetry and Religion; The Tin Wash Dish; The Last Hellos; The Instrument; The Cool Green
- Melissa Lucashenko (* 1967): From Steam Pigs

### M

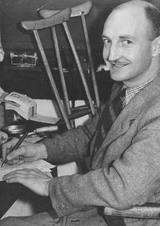
Alan Marshall

- Elizabeth Macarthur (1766–1850): Letter to Brigid Kingdon
- Dorothea Mackellar (1885–1968): My Country
- Kenneth Mackenzie (1913–1955): The Young Desire It; The Refuge
- Jennifer Maiden (* 1949): Dracula on the Monaro; Old Europe Stared at Her Breakfast
- Frank Malkorda (≈1930–1993): Ngalalak/White Cockatoo; Muralkarra/Crow
- Ern Malley: Dürer: Innsbruck, 1495; Night Piece; Petit Testament
- David Malouf (* 1934): The Year of the Foxes; Poem; A First Place; The Only Speaker of His Tongue; 7 Last Words of the Emperor Hadrian
- Mandawuy Yunupingu (1956–2013): Treaty
- Dennis McDermott (* 1946): Dorothy's Skin
- J. S. Manifold (1915–1985): The Tomb of Lieutenant John Learmonth, A.I.F.
- Frederic Manning (1882–1935): The Middle Parts of Fortune
- David Marr (* 1947): Patrick White
- Alan Marshall (1902–1984): The Grey Kangaroo
- Jennifer Martiniello (* 1949): Uluru by Champagne; Emily Kngwarreye
- Olga Masters (1919–1986): The Christmas Parcel
- James McAuley (1917–1976): Envoi; Terra Australis; Dialogue; St John’s Park, New Town; Credo; Father, Mother, Son
- Roger McDonald (* 1941): Shearers’ Motel
- Andrew McGahan (* 1966): 1988
- Philip McLaren (* 1943): Sweet Water … Stolen Land
- Robert Menzies (1894–1978): The Forgotten People
- Louisa Anne Meredith (1812–1895): Notes and Sketches of New South Wales
- Alex Miller (* 1936): The Ancestor Game
- Maggie Mobourne (≈1872–1917): Petition to D.N. McLeod, Vice-Chairman of the Victorian Board for the Protection of Aborigines
- Drusilla Modjeska (* 1946): Stravinsky’s Lunch
- Frank Moorhouse (1938–2022): Forty-Seventeen
- Romaine Moreton (* 1969): Genocide is Never Justified; Don't Let It Make You Over; I Shall Surprise You By My Will
- Sally Morgan (* 1951): My Place
- Anna Morgan (1874–1935): Under the Black Flag
- John Morrison (1904–1998): The Nightshift
- Mudrooroo (1938–2019): Master of the Ghost Dreaming
- Gerald Murnane (* 1939): Why I Write What I Write

### N
- Narritjin Maymuru (ca. 1916–1981): Letter to Mr H.E. Giese, Director of Aboriginal Welfare, NT
- Bill Neidjie (≈1913–2002): Ahh … Bush-Honey There!
- John Shaw Neilson (1872–1942): Honeythirst; The Girl With the Black Hair; The Orange Tree; The Poor, Poor Country
- Louis Nowra (* 1950): Radiance
- John A. Newfong (1943–1999): To Number One Fella Big White Boss
- Doug Nicholls (1906–1988): Letter to the Editor
- Barbara Nicholson (* 1935): The Bastards

### O
- Oodgeroo Noonuccal (1920–1993): Speech Launching the Petition of the Federal Council for Aboriginal Advancement; Aboriginal Charter of Rights; The Dispossessed; We Are Going; Assimilation—No!; Integration—Yes!; The Dawn is at Hand; No More Boomerang; Ballad of the Totems
- Bernard O’Dowd (1866–1953): Australia
- Ouyang Yu (* 1955): The Ungrateful Immigrant; Listening to the Chinese Woman Philosopher

### P
- Geoff Page (* 1940): Smalltown Memorials
- Nettie Palmer (1885–1964): Fourteen Years
- Bruce Pascoe (* 1947): The Slaughters of the Bulumwaal Butcher
- Noel Pearson (* 1965): The Need for Intolerance
- Charles Perkins (1936–2000): Letter to the Editor
- Banjo Peterson (1864–1941): The Man from Snowy River; Waltzing Matilda; Mulga Bill’s Bicycle
- Constance Campbell Petrie (1872–1926): Tom Petrie’s Reminiscences of Early Queensland
- A. A. Phillips (1900–1985): The Cultural Cringe
- Jimmy Pike (≈1940–2002): From Yinti
- Doris Pilkington (1937–2014): Follow the Rabbit-Proof Fence
- Dorothy Porter (1954–2008): The Monkey’s Mask
- Hal Porter (1911–1984): The Watcher on the Cast-Iron Balcony
- Peter Porter (1929–2010): Sydney Cove, 1788; On This Day I Complete My Fortieth Year; Sex and the Over Forties; An Exequy; What I Have Written I Have Written
- Katharine Susannah Prichard (1883–1969): Marlene; Letter to Miles Franklin

### Q
- [kein Eintrag]

### R
- Bob Randall (* 1934): Brown Skin Baby
- W. H. L. Ranken (1839–1902): The Dominion of Australia
- Jennifer Rankin (1941–1979): Cliffs; Slow Wing; First Poem—Metamorphosis
- Hannie Rayson (* 1957): From Hotel Sorrento
- Kerry Reed-Gilbert (* 1956): Let’s Get Physical
- Annie Rich (≈1859–1937): Letter to Solicitor, for Captain Page, Secretary of the Victorian Board for the Protection of Aborigines
- Henry Handel Richardson (1870–1946): The Fortunes of Richard Mahony
- Archie Roach (1956–2022): Took the Children Away
- Peter Rose (* 1955): Donatello in Wangaratta; Rose Boys
- Jacob G. Rosenberg (1922–2008): East of Time
- Eric Rolls (1923–2007): A Million Wild Acres
- Steele Rudd (1868–1935): On Our Selection!
- Gig Ryan (* 1956): If I Had a Gun; Hay Fever; Critique of Pure Reason
- Tracy Ryan (* 1964): Wungong; Eclipse, Kenwick, 1974

### S
- Philip Salom (* 1950): Seeing Gallipoli from the Sky
- Yahia al-Samawy (* 1949): Your Voice is My Flute
- Henry Savery (1791–1842): The Hermit in Van Diemen’s Land
- John Scott (* 1948): Pride of Erin; Plato’s Dog
- Kim Scott (* 1957): Benang
- Rosie Scott (* 1948): The Value of Writers
- Alan Seymour (1927–2015): The One Day of the Year
- Thomas Shapcott (* 1935): The City of Home; For Judith Wright
- Craig Sherborne (* 1962): Ash Saturday
- R. A. Simpson (1929–2002): Evening; Parallels
- Peter Skrzynecki (* 1945): Migrant Hostel
- Kenneth Slessor (1901–1971): Up in Mabel’s Room; Backless Betty from Bondi; Five Bells; Last Trams; South Country; Beach Burial
- Vivian Smith (* 1933): Balmoral Summer; Tasmania; Sydney Perhaps
- Catherine Helen Spence (1825–1910): Clara Morison
- Christina Stead (1902–1983): For Love Alone; Uncle Morgan at the Nats
- Peter Steele (* 1939): Ape
- A. G. Stephens (1865–1933): A Poet’s Mother
- Douglas Stewart (1913–1985): The Green Centipede; The Fierce Country; Marree; Afghan; Place Names; Sombrero
- Louis Stone (1871–1935): Jonah
- Randolph Stow (1935–2010): The Merry-Go-Round in the Sea
- Jennifer Strauss (* 1933): Discourse in Eden; A Mother’s Day Letter: Not for Posting
- Charles Sturt (1795–1869): Two Expeditions into the Interior of Southern Australia
- Anne Summers (* 1945): Damned Whores and God’s Police
- Roberta Sykes (* ≈1943): Snake Cradle

### T
- Taam Sze Pui (≈1853–1926): My Life and Work
- Tasma (1848–1897): Monsieur Caloche
- Alf Taylor (* 1947): The Wool Pickers
- Andrew Taylor (* 1940): The Dead Father
- Watkin Tench (1758–1833): A Complete Account of the Settlement at Port Jackson
- Kylie Tennant (1912–1988): Ride on Stranger
- Audrey Tennyson (1854–1916): Letter to Her Mother
- Colin Thiele (1920–2006): The Sun on the Stubble
- Jared Thomas (* 1976): The Healing Tree
- Joe Timbery (1912–1978): The Boomerang Racket
- Pat Torres (* 1956): Gurrwayi Gurrwayi, The Rain Bird; Wangkaja, The Mangrove Crab
- John Tranter (* 1943): At the Laundromat; Ode to Col Joye; Country Veranda; Having Completed My Fortieth Year; After Hölderlin
- Christos Tsiolkas (* 1965): Dead Europe
- Ethel Turner (1870–1958): Seven Little Australians

### U

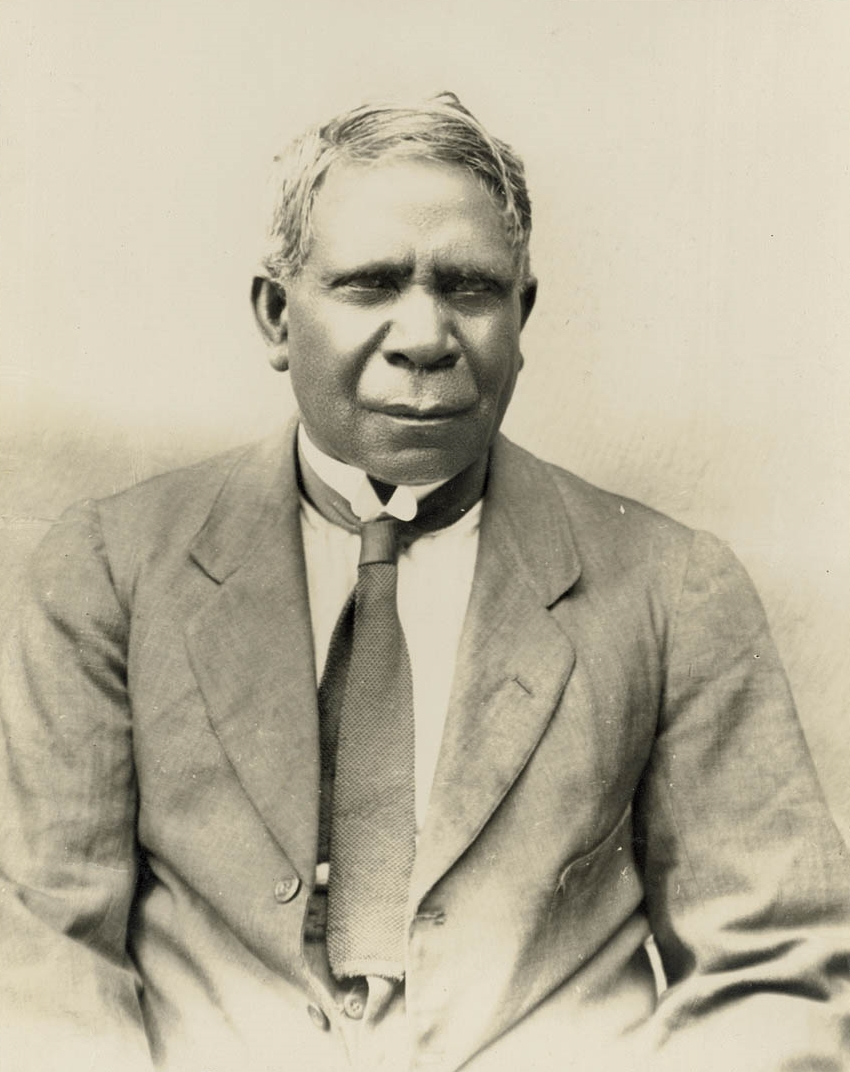
David Unaipon

- David Unaipon (1872–1967): Aborigines, Their Traditions and Customs: Where Did They Come From?; Hungarrda; Narrinyeri Saying; The Voice of the Great Spirit

### V
- [kein Eintrag]

### W
- Chris Wallace-Crabbe (* 1934): The Swing; Introspection; God; An Elegy; Puck Disembarks; New Year
- Ania Walwicz (* 1951): Australia; Little Red Riding Hood
- Waif Wander (≈ 1833–1910): The Spider and the Fly
- Glenyse Ward (* 1949): Wandering Girl
- Price Warung (1855–1911): How Muster-Master Stoneman Earned His Breakfast
- Judah Waten (1911–1985): Alien Son
- Sam Watson (* 1952): The Kadaitcha Sung
- Samuel Wagan Watson (* 1972): Recipe for Metropolis Brisbane; White Stucco Dreaming; For the Wake and Skeleton Dance; Cheap White-goods at the Dreamtime Sale
- Alan Wearne (* 1948): The Lovemakers; Come on Aussie
- Francis Webb (1925–1973): The Explorer’s Wife; End of the Picnic; Eyre All Alone (part I); Ward Two (parts I and II)
- Errol West (1947–2001): ‘Sitting, wondering, do I have a place here?’
- Ida West (1919–2003): Pride Against Prejudice
- Herb Wharton (* 1936): Boat People—Big Trial
- Patrick White (1912–1990): The Aunt's Story; The Tree of Man; Voss; Riders in the Chariot; The Eye of the Storm; The Twyborn Affair
- Anna Wickham (1883–1947): The Sick Assailant
- David Williamson (* 1942): Emerald City
- Eric Willmot (* 1936): Pemulwuy
- Tara June Winch (* 1983): From Swallow the Air
- Gerard Windsor (* 1944): Addendum to the First Fleet Journals
- Tim Winton (* 1960): My Father’s Axe
- George Worgan (1757–1838): Journal of a First Fleet Surgeon
- Alexis Wright (* 1950): Plains of Promise; Carpentaria
- Judith Wright (1915–2000): South of My Days; The Surfer; Nigger’s Leap, New England; Woman to Man; Eroded Hills; The Two Fires; At Cooloolah; Eve to Her Daughters; Memory; Skins

### X
- [kein Eintrag]

### Y
- William Yang (* 1943): Sadness
- Yirrkala People: Yirrkala Bark Petition

### Z
- Fay Zwicky (* 1933): Tiananmen Square June 4, 1989; Makassar, 1956

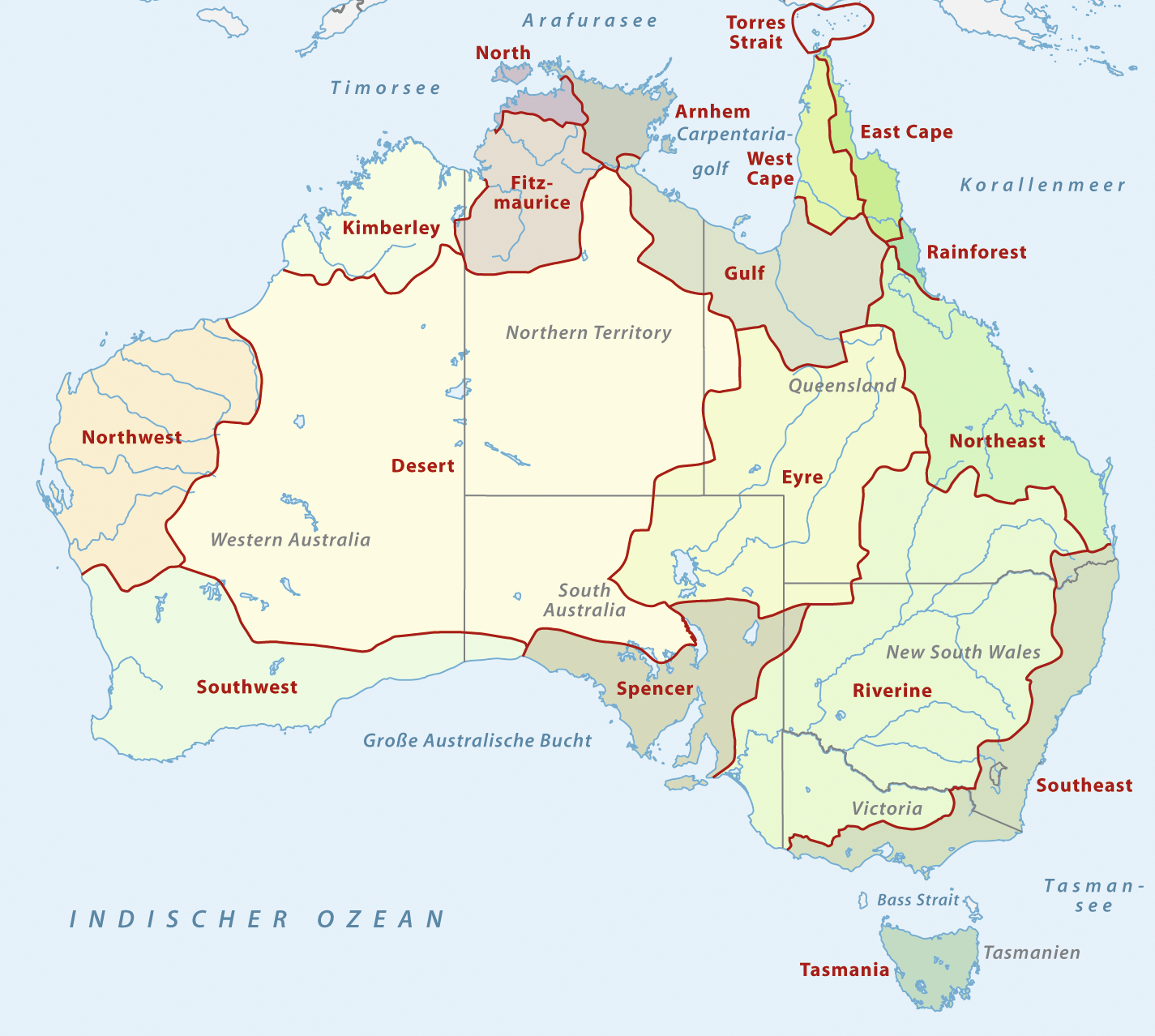
Kulturareale Australiens